# コーヒーゼリー
コーヒーゼリー (Coffee jelly) は、コーヒーと砂糖を使用したゼリーで、デザートの一種である。

## 概要
日本では多くの食品メーカーから販売されており食料品店やコンビニなどで購入できる。
基本的にコーヒーとゼラチンがあれば作ることができ、一般家庭に広く普及している。熱湯に溶かすだけで容易に作ることができる粉末も販売されている。
世界レベルで見ると大変マイナーなデザートであり、日本国外ではあまり知られていない。

## 歴史
コーヒーゼリーの起源には諸説あるが、日本生まれの冷菓とされ、1914年（大正3年）4月3日付の読売新聞の家庭欄で初めてレシピが紹介された。ただし、レシピについては1817年にイングランドで出版された料理本に記載がある。アメリカでも1896年発行の「The Boston cooking school」にレシピが掲載されている。
1963年には長野県にあるミカドコーヒー軽井沢店で「食べるコーヒー」として初めて販売された。遅くとも1970年代には日本のスーパーで一般的によく売られるようになっていた。
1918年にはアメリカでは有名なインスタントゼリーのジェローがコーヒーゼラチン（コーヒーゼリー）の素を発売したが、同国のニューイングランド地方以外では売れず販売を中止した。現在でもニューイングランド地方のロードアイランド州やマサチューセッツ州などではコーヒーゼラチンという名前で、主に19世紀のレシピに基づいたアメリカの郷土料理を出す一部のレストランで提供されているが、それほど人気があるデザートではない。

## 作り方
糖分を加えたコーヒーをゼラチンや寒天、カラギーナンなどのゲル化剤でゲル状に固めて作る。この際コーヒー液の冷却に時間が掛かるとアイスコーヒーを作る際と同様に、コーヒー中のカフェインとタンニンが結合し白濁するクリームダウン（ミルクダウン）現象が起こるため、仕上がりを良くするには急冷する。

## 食べ方

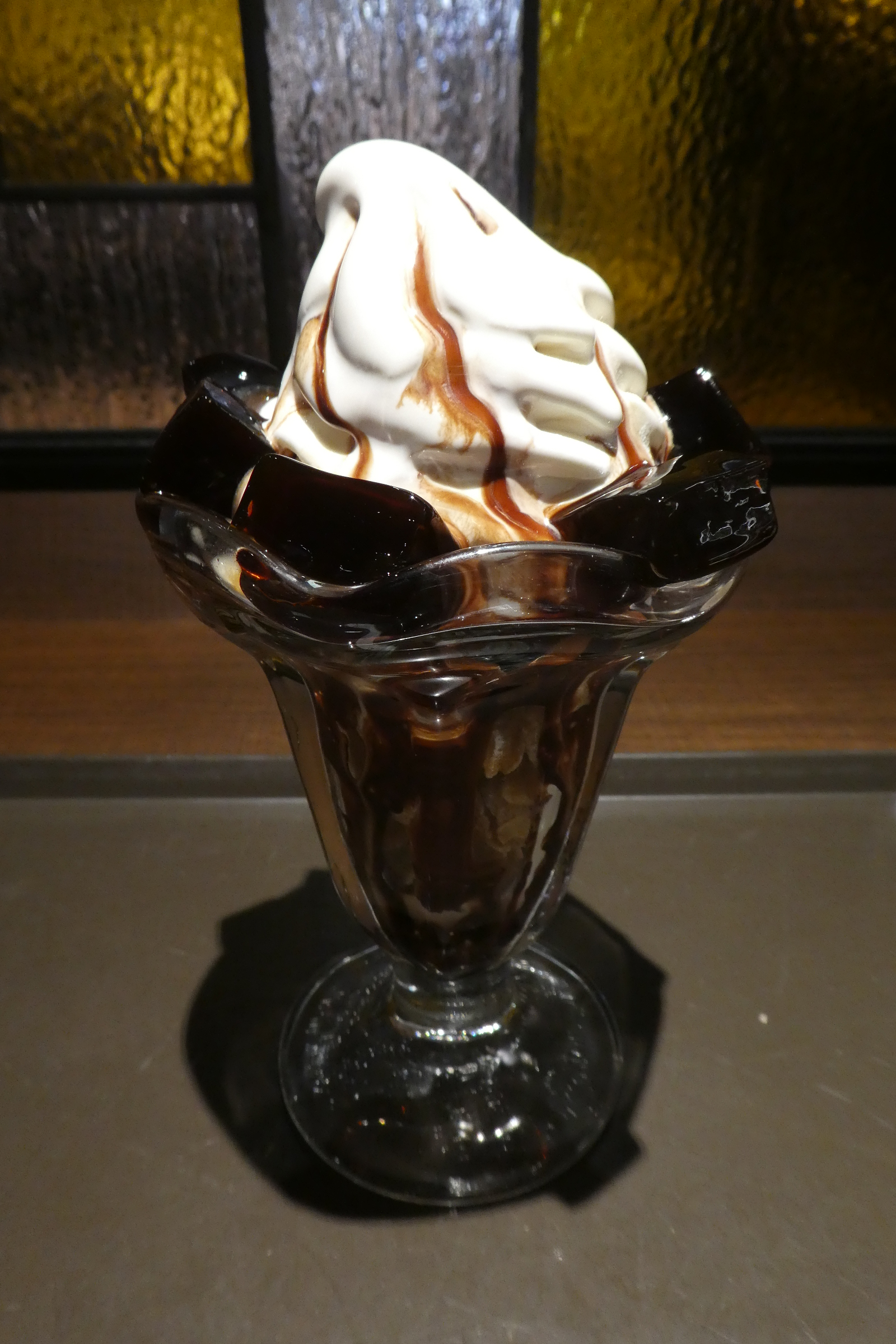
コーヒーゼリーが使われているパフェ。

コーヒーフレッシュを掛けて食べる場合が多く、市販品の大半にもこれが添付されている。
立方体の形に切られ、パフェやサンデーなどのデザートに使用されることもある。